# Alappajzs

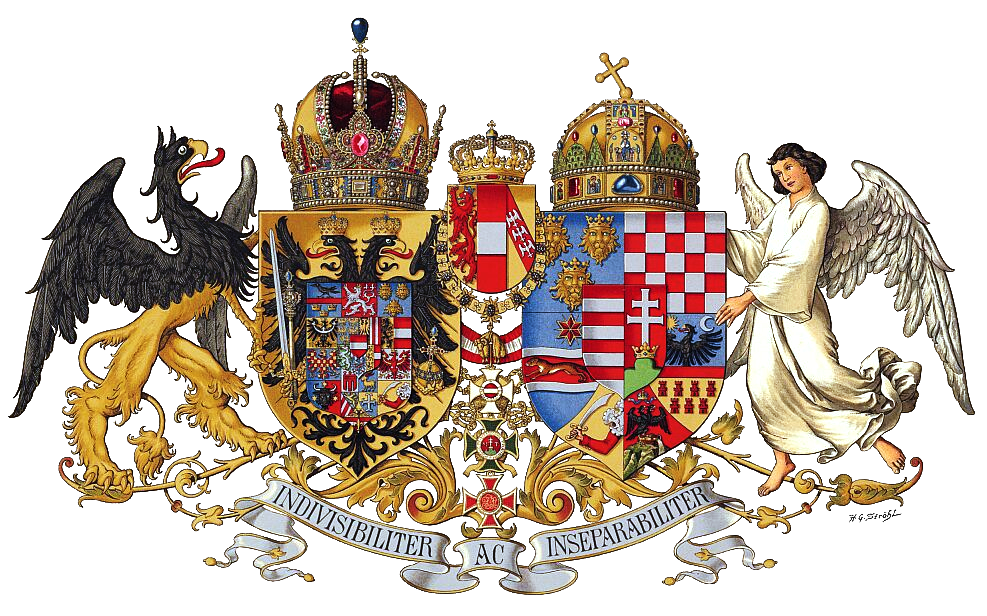
Négy egymásra helyezett pajzs Ausztria címerében az Osztrák–Magyar Monarchia közös középcímerében (1915)

Az alappajzs a címertanban négy egymásra helyezett pajzs esetén a legalsó (alappajzs-nagy pajzs-boglárpajzs-szívpajzs), Bertényi Iván négy egymásra helyezett pajzs esetén az alappajzs-nagy pajzs-középpajzs-szívpajzs elnevezéseket javasolta. illetve az ennél több egymásra helyezett pajzsnál a legalsó. Az egyes pajzsoknak elég nagynak kell lenniük ahhoz, hogy a felső pajzs által kitakart részletek ellenére az alsóbb pajzsokon elhelyezett címerábrák is felismerhetők maradjanak, ugyanakkor a pajzsok nagysága arányos legyen egymással. Ezért az egymásra helyezett pajzskompozícióknál nagy fontosságot kap a címerfestő gyakorlata, jó ízlése. Az egymásra helyezett pajzsok alakjának nem szükséges azonosnak lenni, de kerülni kell az anakronizmusokat.
Elsősorban az államcímereknél és az uralkodói, állami nagycímereknél fordul elő, ahol esetenként törekszenek arra, hogy az uralkodóház, a társországok (kiscímere) és a tartományok címere külön-külön pajzsra kerüljön. Lényegében tehát pajzsegyesítési módszerről van szó egyetlen pajzs, az alappajzs által, miközben az ország tartományi és igénycímerei a legalsó pajzsra kerülnek.
Elméletileg számtalan pajzsot helyezhetünk egymásra, de a gyakorlatban hétnél több pajzs egymásra helyezésének már nem sok értelme van, mert a középső pajzs annyira kicsi lesz, hogy felismerhetetlenné válnak a rajta levő címerábrák. Ezért ha a pajzsra öt vagy több kispajzsot akarnak elhelyezni, azok általában nem egymásra kerülnek, hanem az alappajzs különféle szegleteibe.
